# 가리야역
가리야역(일본어: 刈谷駅 카리야에키[*])은 일본 아이치현 가리야시에 있는 도카이 여객철도, 나고야 철도의 철도역이다.

## 도카이 여객철도
쌍섬식 2면 4선 구조의 지상역이다. 역사는 선상 구조이다.
역장과 역무원이 배치된 직영역으로, 히가시카리야역·노다신마치 역·아이즈마역을 관리한다.
| 1·2 | ■ 도카이도 본선 | 오카자키 · 도요하시 방면 |
| 3·4 | ■ 도카이도 본선 | 나고야 · 오가키 방면     |

## 나고야 철도
섬식 1면 2선 구조의 지상역이다. 역사는 선상 구조이다. 가리야시 방면으로는 복선이며, 시게하라 방면으로는 단선이다.
| 1 | ■ 미카와 선 | 지류 방면                    |
| 2 | ■ 미카와 선 | 미카와타카하마 · 헤키난 방면 |

## 역세권 정보
- 가리야시청사

## 역사
- 1888년 9월 1일 - 관설철도 (뒷날의 일본국유철도) 도카이도 본선 하마마쓰 역 ~ 오부 역 개통과 동시에 개업.
- 1914년 2월 5일 - 미카와 철도선이 개업. 1941년 회사 합병으로 나고야 철도의 소속이 되었다.
- 1987년 4월 1일 - 민영화에 따라 일본국유철도의 역이 도카이 여객철도의 소속이 되었다.
- 2006년 11월 25일 - TOICA의 사용이 개시되었다.

## 인접역
| 도카이 여객철도 도카이도 본선 | 도카이 여객철도 도카이도 본선   | 도카이 여객철도 도카이도 본선       |
| ----------------------------- | ------------------------------- | ----------------------------------- |
| 안조 도요하시 방면            | ■ 도카이도 본선                 | 가나야마 나고야·오가키 방면         |
| 안조 도요하시 방면            | ■ 홈라이너·신쾌속·쾌속·구간쾌속 | 오부 나고야·오가키 방면             |
| 노다신마치 도요하시 방면      | ■ 보통                          | 아이즈마 나고야·오가키 방면         |
| 나고야 철도 미카와 선         |                                 |                                     |
| 시게하라 지류 방면            | ■ 미카와 선                     | 가리야시 미카와타카하마·헤키난 방면 |